# FMA SAIA 90
El FMA SAIA 90 (Sistema de Armas Integrado Argentino 1990) fue un proyecto de avión de caza furtivo de cuarta generación proyectado por la Fábrica Militar de Aviones en la década de 1980 con la asistencia de la Dornier Flugzeugwerke.

## Desarrollo
En la década de 1980, el Área Material Córdoba estaba desarrollando el avión IA-63 Pampa, el Avión de Transporte Liviano y, en secreto, el Cóndor II, todos con la asistencia de Dornier Flugzeugwerke. Después de la guerra de las Malvinas de 1982, un grupo de 50 oficiales de la Fuerza Aérea Argentina se planteó un Plan de Desarrollo de la Fuerza Aérea que preveía el desarrollo de un total de 36 proyectos para la década de 1990, entre los cuales se encontraba el SAIA 90. Sin embargo, la crisis económica de Argentina forzó al Gobierno de Raúl Alfonsín reducir el presupuesto de defensa cancelando la mayoría de los programas incluyendo al SAIA 90.
La Fábrica Militar de Aviones, que enfrentaba graves dificultades financieras, intentó asociarse con Aermacchi-Aeritalia, McDonnell Douglas y Fairchild pero no tuvo éxito.

## Especificaciones
Referencia datos: Military Factory (2018)

### Características generales
- Tripulación: 1
- Longitud: 15,5 m (51 ft)
- Envergadura: 11 m (35,9 ft)
- Altura: 4 m (13 ft)
- Superficie alar: 30 m² (322,9 ft²)
- Peso vacío: 7800 kg (17 191,2 lb)
- Peso útil: 6700 kg (14 766,8 lb)
- Peso máximo al despegue: 14 500 kg (31 958 lb)
- Planta motriz: 2× turbofan General Electric F404.
  - Empuje normal: 54,9 kN (5600 kgf; 12 345 lbf) de empuje cada uno.

### Rendimiento
- Velocidad máxima operativa (Vno): 2780 km/h (1727 MPH; 1501 kt)
- Alcance: 3380 km (1825 nmi; 2100 mi)
- Techo de vuelo: 17 500 m (57 415 ft)
- Régimen de ascenso: 250 m/s (49 212 ft/min)

### Armamento
- Cañones: 2× Mauser de calibre 27 mm
- Misiles: Misiles aire-aire y aire-superficie

### Aeronaves similares
- Eurofighter Typhoon
- McDonnell Douglas F/A-18 Hornet